# Akina Nakamori ~가희 더블 데케이드
《Akina Nakamori ~가희 더블 데케이드》(일본어: Akina Nakamori〜歌姫ダブル・ディケイド 아키나 나카모리 우타히메 더블 데케이드[*])는 일본의 여가수 나카모리 아키나(中森明菜)의 베스트 음반으로 2002년 12월 4일에 발매하였다. (CD: UMCK-1139) 가수인 나카모리가 이전에 부른 곡들을 선곡한 후 새로 편곡 작업을 거쳐서 수록하였다. 본래 기획 단계에선 정규 음반을 준비하려 했으나, 나카모리가 데뷔 20주년을 맞아 자신을 되돌아보고 싶다는 생각을 내비치면서 베스트 음반을 제작하기로 방향을 바꿨다. 또한 나카모리는 “지금 하지 않으면 평생 할 수 없는 생각이 들고, 주위의 상황을 생각하고, 빠듯한 일정으로 방향 전환하여 완성 된 작품이었다”라고 소회를 밝혔다.
이 앨범에서 셀프커버한 〈장식이 아니야, 눈물은〉으로 나카모리는 2002년 14년만에 NHK 홍백가합전에 다시 출장하여 무대를 선보였다.
2002년 12월 16일, 오리콘 주간 앨범 차트에 처음으로 진입, 최고순위 8위를 달성하였다.

## 수록곡
| #            | 제목                                                               | 작사            | 작곡              | 편곡                                                | 재생 시간 |
| ------------ | ------------------------------------------------------------------ | --------------- | ----------------- | --------------------------------------------------- | --------- |
| 1.           | 〈〈Double Decade Delivery #1 (instrumental)〉〉                   |                 | 무라타 요이치     | 무라타 요이치                                       | 0:21      |
| 2.           | 〈〈TATTOO ~Big Band〉〉                                           | 모리 유리코     | 세키네 안리       | 무라타 요이치                                       | 3:56      |
| 3.           | 〈〈미 아모레〉(ミ・アモーレ〔Meu amor é･･･〕~Salsa)〉             | 강진화          | 마츠오카 나오야   | 모리무라 켄                                         | 4:29      |
| 4.           | 〈〈TANGO NOIR ~Tango〉〉                                          | 후유무리 가요코 | 츠시미 다카시     | 다케베 사토시                                       | 4:55      |
| 5.           | 〈〈기타 윙〉(北ウイング ~Salsa)〉                                 | 강진화          | 하야시 테츠지     | 모리무라 켄                                         | 4:40      |
| 6.           | 〈〈SAND BEIGE -사막으로-〉(SAND BEIGE -砂漠へ- ~Full Orchestra)〉 | 교 에이코       | 츠시미 다카시     | 센주 아키라                                         | 4:42      |
| 7.           | 〈〈DESIRE -정열-〉(DESIRE -情熱- ~Ska)〉                          | 아키 요코       | 스즈키 키사부로   | 다케베 사토시, 기타하라 마사히코 (Horn Arrangemen)) | 4:37      |
| 8.           | 〈〈세컨드 러브〉(セカンド・ラブ ~Unplugged)〉                     | 키스기 에츠코   | 키스기 다카오     | 다케베 사토시                                       | 4:45      |
| 9.           | 〈〈물에 꽂은 꽃〉(水に挿した花 ~Unplugged)〉                      | 타다노 나츠미   | 히로타니 쥰코     | 다케베 사토시                                       | 4:43      |
| 10.          | 〈〈소녀A〉(少女A ~Ska)〉                                          | 우리노 마사오   | 세리자와 히로아키 | 시미즈 토시야, 기타하라 마사히코 (Horn Arrangemen)) | 3:52      |
| 11.          | 〈〈역〉(駅 ~Full Orchestra)〉                                     | 다케우치 마리야 | 다케우치 마리야   | 센주 아키라                                         | 4:43      |
| 12.          | 〈〈장식이 아니야, 눈물은〉(飾りじゃないのよ涙は ~Big Band)〉      | 이노우에 요스이 | 이노우에 요스이   | 무라타 요이치                                       | 4:27      |
| 13.          | 〈〈Double Decade Delivery #2 (instrumental)〉〉                   |                 | 무라타 요이치     | 무라타 요이치                                       | 1:19      |
| 14.          | 〈〈슬로우 모션〉(スローモーション ~Bosanova)〉                    | 키스기 에츠코   | 키스기 다카오     | 다케베 사토시                                       | 4:26      |
| 총 재생 시간 | 총 재생 시간                                                       | 총 재생 시간    | 총 재생 시간      | 총 재생 시간                                        | 55:55     |